# ترزا هریس
ترزا هریس (انگلیسی: Theresa Harris؛ ۳۱ دسامبر ۱۹۰۶ – ۸ اکتبر ۱۹۸۵) یک هنرپیشه، و رقصنده اهل ایالات متحده آمریکا بود. وی بین سال‌های ۱۹۲۹ تا ۱۹۵۸ میلادی فعالیت می‌کرد.

## فیلم‌شناسی
از فیلم‌ها یا برنامه‌های تلویزیونی که وی در آن نقش داشته است می‌توان به مراکش، جزبل، ارواسمیت، تهدید، چرندیات، شکوفه در غبار، معجزه در خیابان ۳۴ام، ترانه ۱۹۳۶ برادوی اشاره کرد.